# Infal·libilitat pontifical

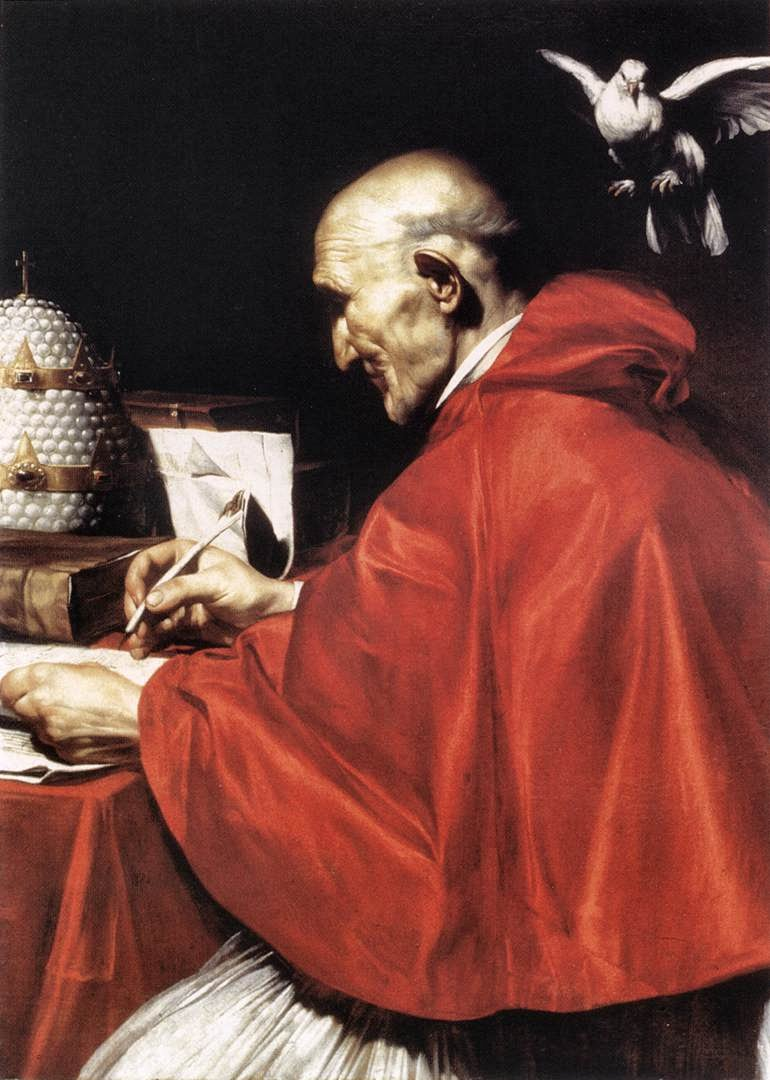
L'Esperit Sant davalla sobre el papa Gregori I, per Carlo Saraceni, cap a 1610, Roma.

Símbol del papat.

La infabil·litat pontifical o infal·libilitat del papa en la teologia de l'Església Catòlica Romana és un dogma, segons el qual el papa està preservat de cometre un error quan ell promulga o declara, a l'Església, un ensenyament dogmàtic en temes de fe i moral sota el rang de «solemne definició pontifícia» o declaració ex cathedra. Com tota veritat de fe, no es presta a discussió de cap tipus dins l'Església Catòlica.
Aquesta doctrina és una definició dogmàtica establerta en el Concili Vaticà I de 1870.

## Contingut del dogma
L'Església Catòlica explica la infal·libilitat del papa com a efecte d'una especial assistència que Déu fa al pontífex de Roma quan aquest es proposa definir com «divinament revelada» una determinada doctrina sobre la fe o la moral.

## Casos on el Papa pot errar
L'ensenyament de la infal·libilitat pontificial no sosté que el papa no s'equivoqui quan dona la seva opinió particular sobre un assumpte. Tampoc sosté que el papa estigui lliure de temptació ni de pecat.

## Història
L'església catòlica va perdre els Estats Pontificis l'any 1860 i va perdre Roma el 1870. Aquest mateix any el Papa Pius IX va convocar el Concili Vaticà I on es va definir la infal·libilitat del papa en la constitució dogmàtica sobre l'Església Pastor Æternus.
Alguns grups minoritaris de catòlics s'hi oposaren, Ignaz von Döllinger que s'hi oposà va ser excomunicat el 17 d'abril de 1871. També 14 dels 22 bisbes alemanys mostraren el seu desacord en un document especial.
El 18 de juliol de 1870 es va fer a Roma la darrera votació on votaren els 435 pares conciliars, 433 votaren a favor (placet) i dos votaren en contra (non placet). Els dos vots contraris eren del bisbe Aloisio Riccio (de Cajazzo, Itàlia) i el bisbe Edward Fitzgerald, de Little Rock (Arkansas).
Döllinger no va voler reintegrar-se a l'Església catòlica i amb el temps es va formar l'església dels catòlics vells o Església Catòlica Antiga escindida de l'Església Catòlica Romana que encara existeix especialment a Suïssa.

## Ús de la infal·libilitat pontificial
Encara que aquest tema està objecte a discussió, el papa fa ús de la seva infal·libilitat quan canonitza un sant
Un papa invoca la seva infal·libilitat cada vegada que proclama un dogma. Des de 1870 només s'ha proclamat un dogma, el de l'Assumpció de la Verge Maria, que va ser proclamada pel papa Pius XII l'1 de novembre de 1950, prèvia consulta amb els bisbes del món.